# Остеопойкилия
Остеопойкилия (остеопойкилоз, остеопатия врождённая пятнистая множественная, остеопатия врождённая рассеянная склерозирующая) — редкое наследственное заболевание костной ткани, проявляющееся в негомогенности, «пятнистости» её окостенения.

## Эпидемиология
Заболеванием страдают лица обоего пола, обычно проявляется в возрасте 20 лет и ранее.

## Этиология
Этиология заболевания неизвестна. На 2004 год отмечена ассоциация остеопойкилии с мембранным белком LEMD3.
По данным 1999 года остеопойкилия может ассоциироваться с мелореостозом.

## Морфология
Заболевание является системным, проявляется очагами остеосклероза округлой и овальной формы, как правило приблизительно одинакового калибра, от 2 мм до 20 мм. Очаги могут располагаться практически во всех костях, однако наиболее часто выявляются в коротких костях запястья и предплюсны, метафизах и эпифизах длинных трубчатых костей (плечевых, бедренных) при интактности их диафизов.
По характеру морфологических проявлений различают пятнистую, полосатую и смешанную формы заболевания.

## Клиническая картина
Заболевание протекает бессимптомно, выявляется как «находка» при рентгенологическом исследовании.

## Дифференциальная диагностика
Остеопойкилию следует дифференцировать от остеобластных метастазов. Для остеобластных метастазов характерна бо́льшая разнокалиберность очагов уплотнения, более выраженные различия в интенсивности очагов остеосклероза. Остеобластные метастазы чаще наблюдаются в пожилом возрасте, в то время как остеопойкилия развивается внутриутробно, в детстве или юности.

## Подобные заболевания
Остеопойкилия схожа с синдромом Бушке — Оллендорфа, также ассоциированным с мембранным белком LEMD3.